# Волков Сергій Віталійович
Сергій Віталійович Волков (рос. Сергей Витальевич Волков; 17 січня 1981, м. Кохтла-Ярве, СРСР) — російський хокеїст, центральний нападник Виступає за «Іжсталь» (Іжевськ) у Вищій хокейній лізі. 
Виступав за «Кохтла-Ярве Централ», ХК «Рибінськ», «Южний Урал» (Орськ), «Віру-Супутник» (Кохтла-Ярве), ЦСК ВВС (Самара), «Мечел» (Челябінськ), «Сокіл» (Красноярськ). 